# Miagrammopes viridiventris
Espèce
Miagrammopes viridiventris est une espèce d'araignées aranéomorphes de la famille des Uloboridae.

## Distribution
Cette espèce est endémique des îles Kai dans les Moluques en Indonésie.

## Description
La femelle holotype mesure 6,5 mm

## Publication originale
- Strand, 1911 : Araneae von den Aru- und Kei-Inseln. Abhandlungen der senckenbergischen naturforschenden Gesellschaft, vol. 34, p. 127-199 (texte intégral).